# Cheilodipterus macrodon
Cheilodipterus macrodon är en fiskart som först beskrevs av Lacepède 1802.  Cheilodipterus macrodon ingår i släktet Cheilodipterus och familjen Apogonidae. Inga underarter finns listade i Catalogue of Life.